# Miloslava Melanová
Miloslava Melanová (* 8. června 1947, Žulová) je česká historička a vysokoškolská pedagožka, zabývá se dějinami českých zemí v 19. a 20. století a česko-německými vztahy.

## Život
V letech 1965–1970 vystudovala obory historie – český jazyk a literatura na Filozofické fakultě Univerzity Karlovy. Tamtéž získala v roce 1973 titul PhDr. V letech 1971–1980 pracovala jako knihovnice v Archivu Univerzity Karlovy. V letech 1980–1993 působila v historickém oddělení Severočeského muzea v Liberci. Od roku 1993 je zaměstnána na Katedře historie na Fakultě přírodovědně-humanitní a pedagogické Technické univerzity v Liberci jako odborná asistentka. V letech 1996–2008 byla vedoucí této katedry.

## Dílo (výběr)
- Bibliografie k dějinám pražské univerzity do roku 1622. Praha: Univerzita Karlova 1979 (spoluautor Michal SVATOŠ)
- Liberecká radnice. Dialog, Liberec 1993 (spoluautoři Libuše BÍLKOVÁ, Hana CHOCHOLOUŠKOVÁ, Jan MOHR)
- Liberecká výstava 1906, Liberec: Kalendář Liberecka 1996.
- Liberec, Praha: Nakladatelství Lidové noviny 2017